# محوطه گاودشت
محوطه گاودشت در شهرستان آبیک، بخش مرکزی، روستای ورس واقع شده و این اثر در تاریخ ۲۵ اسفند ۱۳۸۰ با شمارهٔ ثبت ۵۴۶۸ به‌عنوان یکی از آثار ملی ایران به ثبت رسیده است.